# رشاد فقيها
رشاد فقيها (30 نوفمبر 1980) خبير تنمية بشرية ومهنية ومحاضر ومؤلف سعودي، ومستشار ومدرب معتمد في عدد من الجهات والجمعيات في مجال البرمجة اللغوية العصبية والتنويم الإيحائي.

## المؤهلات العلمية
- بكالوريوس في علوم الحاسب الآلي من جامعة الملك عبد العزيز.
- ماجستير في علم النفس الاستشاري من الولايات المتحدة الأمريكية.
- دكتوراه في علم النفس الرياضي من الولايات المتحدة الأمريكية.[2]

## العضويات
عضو في العديد من الجمعيات والاتحادات العالمية، مثل:
- ANLP
- UK Hypnotists Examiners
- ABH
- ABNLP
- NLP University Academy of Trainers and Consultants
- “ABTLT”American Board Timeline Therapy
- Society of NLP.
- GTC “Global trainers community.
- and many more[3]

## إصدارات
| الكتاب                     | سنة النشر |
| -------------------------- | --------- |
| قمة النجاح الشخصي والإنجاز | 2011م     |